# Carl Allen
Pour les articles homonymes, voir Allen.
Carl Allen (ou Karl) est un batteur américain, né à Milwaukee (Wisconsin), le 25 avril 1961.
Après ses études, il s'installe en 1983 à New York et travaille avec Joanne Brackeen, Lew Tabackin, Kenny Burrell et Branford Marsalis, Freddie Hubbard, Terence Blanchard, Donald Harrison, Frank Gordon, Pete Yellin, mais aussi avec Dewey Redman, Joshua Redman et des dizaines d'autres, ce qui ne l'empêche pas de diriger son propre groupe : Manhattan Project.
Disciple de Tony Williams il excelle surtout aux balais, et maîtrise parfaitement la polyrythmie.
Carl Allen utilise une batterie DW (modèle Twisted Rainbow et Blue Fade), des cymbales SABIAN, des baguettes PROMARK et des peaux EVANS.

## Discographie personnelle
- 1987 : Endicott (avec Harrison-Blanchard)
- 1989 : Piccadilly Square (Timeless)
- 1992 : Venus And Mars (avec D.Redman)
- 1992 : The dark side of Dewey (Evidence)
- 1993 : Pursuer (Atlantic)
- 1994 : Testimonial (Atlantic)

## Sources
- Best-drummer.com: Carl Allen
- Notices d'autorité :   - VIAF
  - ISNI
  - BnF (données)
  - IdRef
  - LCCN
  - GND
  - CiNii
  - WorldCat